# Cha Du-ri
Cha Du-Ri (차두리?, 車杜里?; Francoforte sul Meno, 25 luglio 1980) è un ex calciatore sudcoreano, di ruolo difensore.

## Biografia
È figlio d'arte. Suo padre Cha Bum-Kun, è stato attaccante dell'Eintracht Francoforte e del Bayer Leverkusen ed è il miglior marcatore della Corea del Sud con 56 reti.
Cha nasce a Francoforte sul Meno in Germania (allora Germania Ovest), quando suo padre Cha Bum-Kun giocava in Bundesliga con l'Eintracht Francoforte; qui Cha du Ri ha vissuto la sua infanzia.

## Carriera

### Club
Cha Du Ri ha giocato principalmente in Germania (seguendo quindi le orme del padre), con le maglie dell'Arminia Bielefeld, Eintracht Francoforte, Magonza, Coblenza e Friburgo.
Nel 2010 approda in Scozia, con la maglia del Celtic, dove milita fino al 2012.
Il 28 luglio 2010 Cha fa il suo debutto con il Celtic in UEFA Champions League contro il Braga, nel turno preliminare e il 14 agosto dello stesso anno esordisce anche in SPL contro l'Inverness. Cha realizza il suo primo gol contro il St Johnstone il 26 dicembre 2010. Il 26 marzo 2012, Cha viene espulso nell'Old Firm, il derby che il Rangers vinse 3–2.
Fa ritorno in Germania nella stagione 2012-2013 dove gioca con la maglia del Fortuna Düsseldorf.
Nel 2013 ritorna in patria, in Corea, al Seoul.

### Nazionale
Cha esordisce nel 2001 con la nazionale coreana, convocato per la prima volta dal tecnico Guus Hiddink.
Viene incluso nel 2002 nella lista dei 23 convocati, al mondiale nippo-coreano che vede perciò la nazionale di Cha giocare in casa. La Corea, rivelazione del torneo, si fermerà in semifinale dalla Germania, che vincerà grazie alla rete decisiva di Michael Ballack.
Dopo l'assenza al mondiale in Germania nel 2006, partecipa al suo secondo mondiale in Sudafrica, nel 2010. Non ha giocato la seconda gara del torneo, contro l'Argentina, persa 4-1. Rimarrà l'unica gara saltata da Cha in tutte e 4 le gare della Corea. Il 26 giugno, agli ottavi di finale, Cha gioca la sua 50 gara con la nazionale contro l'Uruguay.

## Palmarès
- Scottish Premier League: 1

Celtic: 2010-2011
- Coppa di Scozia: 1

Celtic: 2010-2011